# جورج ميني
كان ويليام جورج ميني (16 أغسطس 1894 – 10 يناير 1980) زعيمًا نقابيًا أمريكيًا، واضطلع في هذا الدور لمدة 57 عامًا. كان الشخصية البارزة في اندماج الاتحاد الأمريكي العمالي مع تجمّع المنظمات الصناعية وتولى قيادة المنظمة الناتجة عن الاندماج من 1955 إلى 1979.
أصبح ميني سباكًا في سن مبكرة، وكان نجل سباك داعم للحركة النقابية. أصبح بعد 12 عامًا مسؤولًا نقابيًا بدوام كامل. بصفته مسؤول في الاتحاد العمالي الأمريكي، فقد مثّله في المجلس العمالي الحربي الوطني خلال الحرب العالمية الثانية. شغل منصب رئيس الاتحاد العمالي الأمريكي من 1952 إلى 1955.
اقترح الاندماج مع تجمّع المنظمات الصناعية في عام 1952 وقاد المفاوضات حتى اكتمال الاندماج في عام 1955.
تمتع ميني بسمعة طيبة لنزاهته ومعارضته المستمرة للفساد في الحركة العمالية، وعُرف بمعاداته القوية للشيوعية. كان أحد أشهر قادة النقابات في الولايات المتحدة في منتصف القرن العشرين.

## بداية مسيرته النقابية في نيويورك
في عام 1920، انتُخب ميني إلى عضوية المجلس التنفيذي للفرع 463 من نقابة السباكين. في عام 1922، أصبح وكيل أعمالٍ متفرغ للفرع، الذين ضم 3,600 عضو في ذلك الوقت. صرح ميني لاحقًا أنه لم يشارك أبدًا في اعتصاماتٍ خلال وجوده في نقابة السباكين، موضحًا أن النقابة الأساسية لعمال السباكة لم تكن بحاجة إلى الاعتصام، لأن أصحاب العمل لم يحاولوا أبدًا استبدال العمال.
في عام 1923، انتُخب سكرتيرًا لمجلس مهن البناء بمدينة نيويورك، وهو اتحادٌ لنقابات المدينة يمثل عمال البناء. كسب أمرًا قضائيًا ضد الإضراب الصناعي في عام 1927، والذي اعتُبر حينها تكتيكًا جديدًا على النقابات، وقد عارضه العديد من قادتها الأكبر سنًا.
في عام 1934، أصبح رئيسًا للاتحاد العمالي في ولاية نيويورك، وهو تحالفٌ لنقابات العمال على مستوى الولاية. بعد عامٍ من ممارسة الضغط في ألباني، عاصمة الولاية، سُن 72 مشروع قانون عمِل على دعمهم في المجلس التشريعي للولاية، وشكل علاقة عمل وثيقة مع الحاكم هربرت إتش. ليمان.
اكتسب سمعة طيبة في النزاهة والاجتهاد والقدرة على الإدلاء الفاعل للشهادات أمام جلسات الاستماع التشريعية والتحدث بوضوح إلى الصحافة. في عام 1936، شارك في تأسيس حزب العمال الأمريكي، وهو حزب سياسي مؤيد للنقابات نشط في نيويورك، مع ديفيد دوبينسكي وسيدني هيلمان، فكان بجزء منه وسيلة لتنظيم الدعم بين الاشتراكيين في الحركة النقابية لإعادة انتخاب الرئيس فرانكلين دي. روزفلت والعمدة فيوريلو لاغوارديا في ذلك العام.

## القيادة الوطنية في العاصمة واشنطن
بعد ثلاث سنوات، انتقل إلى العاصمة واشنطن ليصبح أمين الصندوق القومي للاتحاد العمالي الأمريكي، حيث تولى مهامه تحت رئاسة وليام غرين. خلال الحرب العالمية الثانية، كان ميني أحد الممثلين الدائمين للاتحاد في المجلس العمالي الحربي الوطني. خلال الحرب، أقام علاقات وثيقة مع مناهضين بارزين للشيوعية في الحركة العمالية الأمريكية، منهم ديفيد دوبينسكي وجاي لوفستون وماثيو وول. في أكتوبر 1945، قاد مقاطعة الاتحاد للمؤتمر التأسيسي للاتحاد العالمي للنقابات، الذي رحب بمشاركة النقابات العمالية من الاتحاد السوفيتي وسمي لاحقًا بالجبهة الشيوعية.
أدت موجة الإضراب في 1945 – 1946، التي قادتها نقابات تجمع المنظمات الصناعية، إلى إقرار قانون تافت هارتلي في عام 1947، والذي اعتبره كثيرون على أنه مناهض للنقابات. طالب أحد البنود مسؤولي النقابات بالتوقيع على قسم الولاء للتأكيد على أنهم ليسوا شيوعيين. كانت معارضة التوقيع على القسم بقيادة جون إل. لويس، رئيس نقابة عمال المناجم المتحدين.
رد ميني في اعتراضٍ منه على لويس وغيره من قادة النقابات اليساريين، بأنه «سيذهب إلى أبعد من ذلك ويوقع إفادة خطية بأنه لم يكن أبدًا صديقًا للرفاق» إذ أنه لطالما نبذ الشيوعيين. في غضون عام، وقع معظم قادة النقابات الأمريكية غير المنتمين إلى الحزب الشيوعي الإفادة الخطية، وأقرتها لاحقًا المحكمة العليا، التي قضت في عام 1949 بأن الحزب الشيوعي وحيدٌ بين الأحزاب الأمريكية في الولاء لقوة أجنبية.